# Gouvernement Letta
République italienne
Monti Renzi
Le gouvernement Letta (Governo Letta, en italien) est le soixante-deuxième gouvernement de la République italienne entre le 28 avril 2013 et le 22 février 2014 durant la XVIIe législature du Parlement.

## Chronologie

### Une difficile naissance
Les élections générales des 24 et 25 février 2013 n'ayant pu dégager aucune majorité, la formation du gouvernement se révélait difficile.
Le 16 mars, souhaitant faciliter les conditions de l'investiture d'un cabinet soutenu par toutes les forces proches du Parti démocrate (PD), le chef de la coalition majoritaire à la Chambre basse, Pier Luigi Bersani, soutint l'élection de Laura Boldrini (SEL) à la présidence de la Chambre des députés, puis celle de Pietro Grasso pour la présidence du Sénat. Le 22 mars, moins d'une semaine après l'élection des présidents des Chambres du Parlement, Pier Luigi Bersani, après une rencontre avec le président de la République, Giorgio Napolitano, s'est vu confier la recherche d'une majorité claire et acquise à la formation d'un gouvernement. Mais les négociations menées par Bersani, qui souhaitait un rapprochement avec le Mouvement 5 étoiles (M5S) de Beppe Grillo, n'étant guère fructueuses, le chef de l'État décidait de remettre la nomination d'un prochain cabinet au successeur que lui choisiraient les parlementaires le mois suivant.
Le 20 avril, après quatre tours de scrutin, aucun candidat n'ayant été élu, le président sortant, Giorgio Napolitano, sollicité par le Peuple de la Liberté (PdL), le Parti démocrate (PD), la Ligue du Nord (LN) et le Choix civique pour l'Italie (SC), acceptait de solliciter un second mandat et remportait largement l'élection présidentielle, devenant le premier chef de l'État réélu ; seul le M5S s'était vivement opposé à la réélection du vieux président de la République. Dans son discours d'investiture, le 22 avril suivant, Napolitano, très critique vis-à-vis de la classe politique, sommait celle-ci de s'entendre, dans le dessein de voir un gouvernement d'union nationale naître, à l'issue d'un scrutin parlementaire sans véritable majorité, puis d'une élection présidentielle ayant reconduit le chef de l'État sortant dans ses fonctions, devant l'incapacité des partis à lui trouver un successeur.
Le 24 avril, après avoir mené les consultations nécessaire, le président de la République chargeait l'ancien ministre Enrico Letta, vice-secrétaire du PD, de former un gouvernement d'union nationale. Celui-ci, qui accepte la charge « avec réserve », après s'être assuré du soutien du PdL et du SC, proposait au président Napolitano la liste des ministres, qui prêtaient serment le 28 avril devant le chef de l'État, au palais du Quirinal.

### Une large confiance parlementaire
Le 29 avril 2013, il remporte le vote de confiance à la Chambre, par 453 voix pour, 153 contre et 17 abstentions. En plus des partis formant la coalition, votent l'investiture le Centre démocrate (CD), le Parti populaire du Tyrol du Sud (SVP), tandis que seuls le Mouvement 5 étoiles (M5S), Gauche, écologie et liberté (SEL) et Frères d'Italie - Centre-droit national (FDI-CDN) s'y opposent. La Ligue du Nord (LN) choisit quant à elle l'abstention. Le gouvernement obtient le vote favorable du Sénat le lendemain, par 233 voix pour, 59 contre et 18 abstentions, ce qui équivaut à un vote contre, selon la même répartition des forces, avec également l'appui de Grand Sud (GS) et du Mouvement pour les autonomies (MpA).
Le 28 septembre, les cinq ministres membres du PDL annoncent, par la voix du vice-président du Conseil, Angelino Alfano, leur démission, protestant, d'une part, contre des mesures de rigueur budgétaire proposées par le chef du gouvernement, puis, d'autre part, contre la possible destitution dont le président du PDL, Silvio Berlusconi, pourrait être le sujet, lors d'un vote interne au Sénat de la République. S'ils ont remis leur lettre de démission, plusieurs ministres démissionnaires, dont des proches de Berlusconi, se distinguent de l'ancien président du Conseil en appelant à la modération. Cette situation, politiquement fragile pour le gouvernement, pourrait avoir pour conséquence la formation d'un nouveau cabinet, décidée par le président Napolitano, ou la dissolution du Parlement, puis la convocation d'un scrutin parlementaire anticipé. Finalement, Letta passe sans encombre l'étape du vote de confiance à la chambre haute, le risque avéré de scission du PDL ayant conduit à une volte-face de Silvio Berlusconi, ce qui permet au gouvernement d'obtenir un soutien massif de 235 voix, contre 70 et 2 abstentions. Les lettres des ministres démissionnaires sont donc refusées.
Mi-novembre, Silvio Berlusconi décide de saborder Le Peuple de la liberté (PDL) afin de recréer son parti sous son ancien nom, Forza Italia. Les ministres PDL suivent Angelino Alfano dans sa rupture définitive avec Berlusconi en fondant un nouveau parti, le Nouveau Centre-droit et en restant ministres du gouvernement Letta.

## Composition

### Ministres
| Fonction | Titulaire | Titulaire                                | Parti        |
| --- | --------- | ---------------------------------------- | ------------ |
| Président du Conseil des ministres                                                                                           |           | Enrico Letta                             | PD           |
| Vice-président du Conseil des ministres Ministre de l'Intérieur                                                              |           | Angelino Alfano                          | PDL puis NCD |
| Sous-secrétaire d'État à la présidence du Conseil des ministres Secrétaire du Conseil des ministres                          |           | Filippo Patroni Griffi                   | Sans         |
| Ministres sans portefeuille                                                                                                  |           |                                          |              |
| Ministre pour les Relations avec le Parlement et la Coordination gouvernementale                                             |           | Dario Franceschini                       | PD           |
| Ministre pour les Affaires européennes                                                                                       |           | Enzo Moavero Milanesi                    | SC           |
| Ministre pour les Affaires régionales et les Autonomies                                                                      |           | Graziano Delrio                          | PD           |
| Ministre pour la Cohésion territoriale                                                                                       |           | Carlo Trigilia                           | PD           |
| Ministre pour les Réformes constitutionnelles                                                                                |           | Gaetano Quagliariello                    | PDL puis NCD |
| Ministre pour l'Administration publique et la Simplification                                                                 |           | Gianpiero D'Alia                         | UdC          |
| Ministre pour l'Égalité des chances, les Sports et les Politiques de la jeunesse                                             |           | Josefa Idem (jusqu'au 24/06/2013)        | PD           |
| Ministre pour l'Intégration                                                                                                  |           | Cécile Kyenge                            | PD           |
| Ministres |           |                                          |              |
| Ministre des Affaires étrangères                                                                                             |           | Emma Bonino                              | Rad.         |
| Ministre de la Justice |           | Annamaria Cancellieri                    | Sans         |
| Ministre de la Défense |           | Mario Mauro                              | PpI          |
| Ministre de l'Économie et des Finances                                                                                       |           | Fabrizio Saccomanni                      | Sans         |
| Ministre du Développement économique                                                                                         |           | Flavio Zanonato                          | PD           |
| Ministre des Politiques agricoles, alimentaires et forestières                                                               |           | Nunzia De Girolamo (jusqu'au 27/01/2014) | PDL puis NCD |
| Ministre des Politiques agricoles, alimentaires et forestières                                                               |           | Enrico Letta (intérim)                   | PD           |
| Ministre de l'Environnement, de la Protection du territoire et de la Mer                                                     |           | Andrea Orlando                           | PD           |
| Ministre des Infrastructures et des Transports                                                                               |           | Maurizio Lupi                            | PDL puis NCD |
| Ministre du Travail et des Politiques sociales                                                                               |           | Enrico Giovannini                        | Sans         |
| Ministre de la Santé |           | Beatrice Lorenzin                        | PDL puis NCD |
| Ministre de l'Éducation, de l'Enseignement supérieur et de la Recherche                                                      |           | Maria Chiara Carrozza                    | PD           |
| Ministre pour les Biens et les Activités culturels Ministre des Biens et des Activités culturels et du Tourisme (26/06/2013) |           | Massimo Bray                             | PD           |

### Vice-ministres et secrétaires d'État
À la présidence du Conseil des ministres
- Giovanni Legnini (Édition et mise en œuvre du programme)
- Sesa Amici (Relations avec le Parlement et coordination de l'activité du gouvernement)
- Sabrina De Camillis (Relations avec le Parlement et coordination de l'activité du gouvernement)
- Walter Ferrazza (Affaires régionales et Autonomies[N 4])
- Michaela Biancofiore (Égalité des chances, du 2 au 3 mai puis à l'Administration publique et Simplification[N 5])
- Gianfranco Miccichè (Administration publique et Simplification[N 6])

Au ministère de l'Intérieur
- Filippo Bubbico (vice-ministre)
- Domenico Manzione
- Giampiero Bocci

Au ministère des Affaires étrangères
- Lapo Pistelli (vice-ministre)
- Bruno Archi (vice-ministre)
- Marta Dassù (vice-ministre)
- Mario Giro

Au ministère de la Justice
- Giuseppe Beretta
- Cosimo Ferri

Au ministère de la Défense
- Roberta Pinotti
- Gioacchino Alfano

Au ministère de l'Économie et Finances
- Stefano Fassina (vice-ministre)
- Luigi Casero (vice-ministre)
- Pierpaolo Baretta
- Alberto Giorgetti

Au ministère du Développement économique
- Carlo Calenda (vice-ministre)
- Antonio Catricalà (vice-ministre)
- Simona Vicari
- Claudio De Vincenti

Au ministère des Infrastructures et Transports
- Vincenzo De Luca (vice-ministre)
- Erasmo De Angelis
- Rocco Girlanda

Au ministère des Politiques agricoles, forestières et alimentaires
- Maurizio Martina
- Giuseppe Castiglione

Au ministère de l'Environnement, de la Protection du territoire et de la Mer
- Marco Flavio Cirillo

Au ministère du Travail et des Politiques sociales
- Cecilia Guerra (vice-ministre)
- Jole Santelli
- Carlo Dell’Aringa

Au ministère de l'Éducation, des Universités et de la Recherche
- Gabriele Toccafondi
- Marco Rossi Doria
- Gianluca Galletti

Au ministère des Biens et des Activités culturels et Tourisme
- Simonetta Giordani
- Ilaria Borletti Buitoni

Au ministère de la Santé
- Paolo Fadda